# Michel Danino

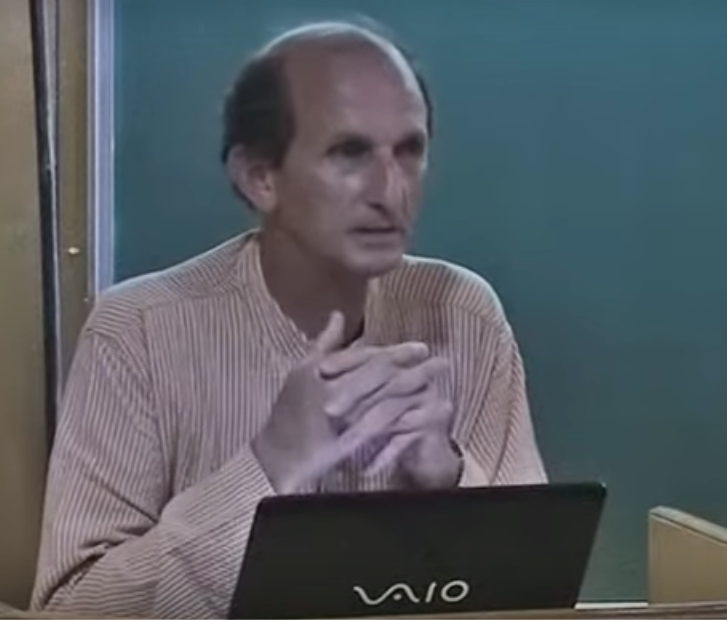
Michel Danino

Michel Danino (* 4. Juni 1956 bei Honfleur, Frankreich) ist ein französischer Autor über Indien. Seit 1977 lebt er hauptsächlich in Indien.
Er nahm an der Übersetzung und Veröffentlichung der Werke von Sri Aurobindo und der Mutter teil. Danino  edierte auch  "India's Rebirth" (eine Auswahl aus Sri Aurobindo's Werk, erstmals 1993 veröffentlicht) und "India the Mother" (eine Auswahl der Werke der Mutter). Er engagierte sich auch für die Erhaltung des tropischen Monsunwalds in den Nilgiri Hills. 2001 gründete er das Internationale Forum für Indiens Erbe (IFIH) mit der Mission der Förderung der Grundwerte des indischen Erbes in allen Bereichen des Lebens.
Er verbrachte einige Jahre in Auroville, Tamil Nadu. Später lebte er in den Nilgiri-Bergen für zwei Jahrzehnte. Im Jahre 2003 ließ er sich in der Nähe von Coimbatore nieder und bekam die indische Staatsbürgerschaft.

## Werke
- Sri Aurobindo and Indian Civilization (1999)
- The Invasion that Never Was (2000)
- The Indian Mind Then and Now (2000)
- Is Indian Culture Obsolete? (2000)
- Kali Yuga or the Age of Confusion (2001)
- L'Inde et l'invasion de nulle part: le dernier repaire du mythe aryen (2006) Les Belles Lettres. ISBN 2-251-72010-3
- Indian Culture and India's Future (DK Printworld, 2011)